# ELTE Школа английских и американских исследований

Школа английских и американских исследований (ELTE School of English and American Studies, SEAS) гуманитарного факультета Университета Этвеша Лоранда была основана в 1886 году как факультет английского языка и литературы и расположена в Ракоци-ут в Йожефвароше, Будапешт, Венгрия. Наряду с кафедрой английского языка Венского университета, Школа английского языка и американских исследований является одним из крупнейших английских факультетов в Центральной Европе.

## История
В 1886 году Агостон Трефор, министр религии и образования с 1882 по 1888 год и президент Венгерской академии наук с 1885 по 1888 год, попросил и поручил Артуру Паттерсону преподавать английский язык в Венгерском королевском университете.
В 1898 году Артур Йолланд стал лектором, а затем преподавателем Венгерского королевского университета.
В 1924 году Антал Шерб, венгерский писатель, получил степень преподавателя английского и немецкого языков на кафедре английского языка и литературы.
В 1937 году Миклош Сенци учредил лекторат, который финансировался за счет его собственной зарплаты с 1941 года.
С 1945 года Ласло Орсаг пару лет преподавал на кафедре.
В 1947 году был создан Институт американских и английских исследований.

## Организация
Руководство состоит из директора и двух заместителей директора.

### Руководство института
| Заголовок                  | Имя                 |
| -------------------------- | ------------------- |
| директор института         | János Kenyeres      |
| Директор по научной работе | Éva Illés           |
| директор по исследованиям  | Krisztina Szécsényi |
| школьный секретарь         | Dániel Cseh         |

### Директора института
| Департамент/Институт                               | Руководители/директора |
| -------------------------------------------------- | --- |
| Кафедра английского языка и литературы (1886—1994) | Аrthur Patterson (1886—1889) Аrthur Yolland (1908—1946) Miklós Szenczi (1947—1949) Тibor Lutter (1949—1956) Miklós Szenczi (1957—1967) László Kéry (1967—1973) László Báti (1973—1978) Péter Egri (1978—1983) Aladár Sarbu (1983—1990) Ádám Nádasdy (1991—1992) Veronika Kniezsa (1992—1994) |
| Группа американских исследований (1990—1994)       | Zoltán Kövecses (1990—1994) |
| Центр подготовки учителей английского языка        | Péter Medgyes |
| Директора института (1994-)                        | Тibor Frank (1994—2002) Géza Kállay (2002—2006) Ágnes Péter (2004—2005) Тibor Frank (2006-?) Géza Kállay (2010) Тibor Frank (2011—2014) János Kenyeres (2015-) |

### Департаменты
В Школе английских и американских исследований 5 отделений.
| Отделение                                 | Глава |
| ----------------------------------------- | --- |
| Департамент американских исследований     | Ящдет Лöмусыуы (1994—1997) Энико Боллобас (1997-?) Янош Кеньерес                                                                                               |
| Кафедра английской прикладной лингвистики | Дороття Холло (1994—2005) Эдит Контра (2005—2014) Каta Csizér (2014—2019) Enikő Öveges (2019-)                                                                 |
| Кафедра английского языкознания           | Ласло Варга (1994—1997) Адам Надасди (1997—2003) Миклош Торкенчи (2003—2011) Петер Сигетвари (2011-)                                                           |
| Кафедра педагогики английского языка      | Питер Медьес (1994—1996) Кристофер Райан (1997) Питер Медьес (1998—2002) Ева Мейджор (2002—2005) Уве Поль (2005—2010) Кристина Кароли (2014-?)                 |
| Департамент английских исследований       | Агнес Петер (1994—1997) Ференц Такач (1997—2000) Иштван Гехер (2001—2005) Дьёзо Ференц (2005—2009) Юдит Фридрих (2009-?) Акош Фаркаш (2014—2019) Жолт Комароми |

## Программы
В SEAS есть одна программа бакалавриата и две программы магистратуры.
| Уровень                    | |
| -------------------------- | --- |
| Степень бакалавра          | английские и американские исследования |
| Степень магистра           | Английский |
| Степень магистра           | американские исследования |
| Педагогическое образование | учителя BA-cum-MA (OTAK) |
| Доктор Философии           | Докторская программа американских исследований (AMER) Докторантура по средневековой и ранней современной английской культуре и литературе (AIKK) Докторантура по современной английской и американской литературе и культуре (MODA) Программа докторантуры «Гендер в английской и американской литературе и культуре» (GEND) Докторская программа по английскому языку Докторская программа по языковой педагогике и прикладной лингвистике английского языка |

### Исследователи

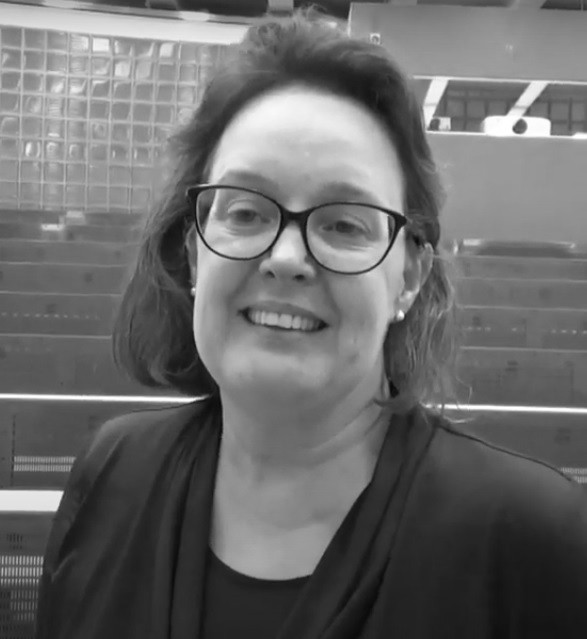
Ката Чизер — самый цитируемый исследователь по версии Google Scholar.

Ниже приведен список исследователей на основе Google Scholar.
| Цитаты      | Исследователь |
| ----------- | --- |
| 10000-50000 | Ката Чизер (DEAL), Золтан Кёвечеш (DELG)                                                                                         |
| 5000-10000  | Марсель Ден Диккен (DELG), |
| 1000-5000   | Петер Сиптар (DELG), Марк Ньюсон (DELG), Ильдико Лазар (DELP)                                                                    |
| 500-1000    | Тибор Франк (DAS), Петер Сигетвари (DELG)                                                                                        |
| 100-500     | Агнес Альберт (DEAL), Бригитта Доци (DEAL), Кристина Кароли (DELP), Энико Овегеш (DEAL), Дьюла Танко (DEAL), Ласло Варга (DELG), |

- Департамент американских исследований (DAS), Департамент прикладной английской лингвистики (DEAL), Департамент педагогики английского языка (DELP), Департамент английского языкознания (DELG), Департамент английских исследований (DES)

## Конференции
Школа английских и американских исследований ежегодно организует четыре-пять конференций:
- Contemporary Crossroads (ежегодная конференция, организованная кафедрой прикладной лингвистики английского языка)[26][27]
- Language Testing and Assessment Conference (ежегодная конференция, организованная Департаментом прикладной лингвистики английского языка)[28]
- Össznyelvész (ежегодная конференция, организованная кафедрой английского языкознания)[29]
- The Reel Eye (ежегодная конференция, организованная Департаментом английских исследований)[30]

## Известные выпускники

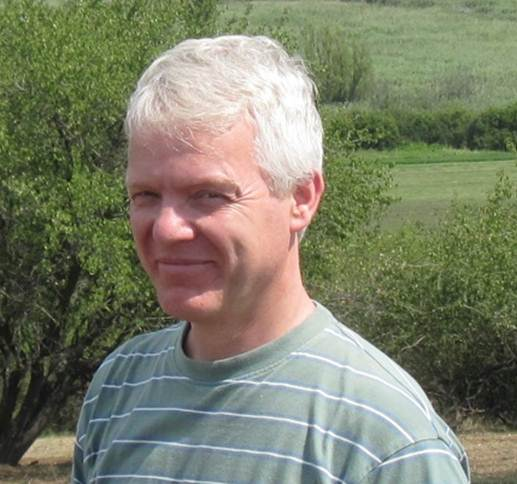
Золтан Дёрньеи получил степень в SEAS

- Джулия Бало, писатель
- Жофия Бан, лингвист
- Хуба Бартос, лингвист
- Антал Байер, переводчик
- Йожеф Богнар, лингвист
- Чаба Чапо, литературовед
- Ката Цизер, лингвист
- Питер Давидхази, литературовед
- Эва Декани, лингвист
- Золтан Дёрньеи, лингвист
- Кинга Фабо, поэт
- Тибор Франк, историк
- Ева Герле, журналист
- Анна Надя, журналист
- Корнел Хамваи, переводчик
- Элемер Хэнкисс, социолог
- Балаш Хидвеги, политик
- Дьёрдь К. Кальман, литературовед
- Дьёрдь Кальмар, журналист
- Кинга Клауди, лингвист
- Юдит Кормос, лингвист
- Габор Коса, востоковед
- Анна Ленгель, драматург
- Каталин Липтай, журналист
- Питер Медьес, лингвист
- Мартон Местерхази, переводчик
- Моника Местерхази, поэт
- Адам Надасди, лингвист
- Анна Немес, переводчик
- Жужа Н. Кисс, переводчик
- Тамаш Палос, журналист
- Аттила Пок, историк
- Габриэлла Прекоп, историк
- Жужа Раковски, писатель
- Джулианна Р. Секели, журналист
- Аладар Сарбу, лингвист
- Петер Сиптар, лингвист
- Андреа Сенеш, журналист
- Иштван Тотфалуси, писатель
- Бела Тот, спортсмен
- Тамара Тёрёк, драматург
- Миклош Торкенчи, лингвист
- Тамаш Варади, лингвист